# Phesates ferrugatus
Phesates ferrugatus är en skalbaggsart som beskrevs av Francis Polkinghorne Pascoe 1865. Phesates ferrugatus ingår i släktet Phesates och familjen långhorningar. Inga underarter finns listade i Catalogue of Life.